# Hochstett
Hochstett is een gemeente in het Franse departement Bas-Rhin (regio Grand Est) en telt 241 inwoners (1999). De plaats maakt deel uit van het arrondissement Haguenau-Wissembourg.

## Geografie
De oppervlakte van Hochstett bedraagt 2,1 km², de bevolkingsdichtheid is 114,8 inwoners per km².
De onderstaande kaart toont de ligging van Hochstett met de belangrijkste infrastructuur en aangrenzende gemeenten.

## Demografie
Onderstaande figuur toont het verloop van het inwonertal (bron: INSEE-tellingen).